# Amira al Hayb
Amira al Hayb (* 1985 in Tuba-Zangarija, Israel), arabisch اميرة الهيب, hebräisch אמירה אל הייב, war die erste israelische Beduinin, die als Soldatin im Kampfeinsatz diente. Während ihrer Aktivzeit diente sie in den Israelischen Streitkräften und der militärisch organisierten Grenzpolizei.

## Leben
Amira wuchs in verschiedenen Beduinendörfern in Galiläa auf. Im Jahr 2003, im Alter von 19 Jahren, beschloss sie, freiwillig ins Militär einzutreten. Während männliche Beduinen in Israel selbstverständlich Militärdienst ableisten, gilt der Dienst an der Waffe von Frauen als Tabu in der traditionellen Beduinenkultur. Mit Hilfe des Veteranen Nur al Hayb, des sogenannten „Vaters der beduinischen Soldaten“, gelang es ihr, diese Vorurteile zu überwinden.
In Anerkennung ihrer Vorreiterrolle für andere Beduininnen traf Amira al Hayb mit prominenten israelischen Politikern zusammen, unter ihnen der damalige Präsident Mosche Katzav und der amtierende Verteidigungsminister Schaul Mofas. Mittlerweile haben auch andere junge Beduinenfrauen Armeedienst geleistet.
| Personendaten    | Personendaten                                        |
| ---------------- | ---------------------------------------------------- |
| NAME             | Hayb, Amira al                                       |
| ALTERNATIVNAMEN  | Heib, Amira al                                       |
| KURZBESCHREIBUNG | israelische Soldatin, erste Beduinin im Kampfeinsatz |
| GEBURTSDATUM     | 1985                                                 |
| GEBURTSORT       | Tuba-Zangarija                                       |